# Дудченко, Антон Романович
Антон Романович Дудченко (укр. Антон Романович Дудченко; род. 17 декабря 1996, Виры, Сумская область) — украинский биатлонист, призёр чемпионата Европы 2023 года, четырёхкратный призёр чемпионата Европы по биатлону среди юниоров в 2016 и 2017 годах.

## Биография
Начал заниматься биатлоном в шесть лет. Первый тренер - Николай Зоц. Трехкратный чемпион Украины в спринте, гонке преследования и укороченной индивитуальной гонке. Дебютировал на Кубке мира в 2019 году. Лучший результат показал в 2021-м - 5-е место в индивидуальной гонке на этапе в Антхольце, где уступил Кантену Фийон-Майе 0,3 секунды, отделившие его от третьего места.

## Результаты

### Юниорский чемпионат мира
| Год  | Место проведения | Индивидуальная | Спринт | Преследование | Эстафета |
| ---- | ---------------- | -------------- | ------ | ------------- | -------- |
| 2017 | Осорбли          | 10             | 10     | 14            | 6        |

### Чемпионат мира
| Год  | Место проведения     | Индивидуальная | Спринт | Преследование | Масс-старт | Эстафета |
| ---- | -------------------- | -------------- | ------ | ------------- | ---------- | -------- |
| 2020 | Антхольц-Антерсельва | 68             | 60     | 60            | —          | —        |
| 2021 | Поклюка              | 46             | 78     | —             | —          | 5        |

## Личная жизнь
Увлекается рыбалкой, а также охотой. 